# Babesia canis
Espèce
Sous-espèces de rang inférieur
- B. c. canis
- B. c. rossi
- B. c. vogeli

Babesia canis est un parasite intra-érythocytaire du chien, répandu en France métropolitaine. La forme infestante, le sporozoïte, est transmis par la salive des tiques (du genre Dermacentor et Rhipicephalus). Le sporozoïte pénètre dans les érythrocytes par invagination de la membrane hôte et subit une ou deux divisions asexuées pour donner naissance aux mérozoïtes. Ceux-ci sont directement identifiables au microscope optique, avec ou sans coloration, sous la forme d'inclusions piriformes (en forme de poire).
Babesia canis est responsable de la piroplasmose qui se manifeste par un syndrome fébrile et hémolytique parfois mortel. Un signe clinique souvent évocateur, mais aussi relativement tardif, est la présence d'une hémoglobinurie massive.
Il existe un traitement spécifique efficace lorsqu'il est administré précocement : l'imidocarbe.
La prévention de la maladie passe par la lutte contre les tiques (antiparasitaires externes) et par une vaccination spécifique dont l'efficacité, imparfaite, est sujette à controverse.